# Grb Kirgiske SSR
Grb Kirgiske SSR je usvojen 23. ožujka 1937., od strane vlade Kirgiske SSR. Grb se temelji na grbu SSSR-a. Prikazuje simbole poljoprivrede, pamuk i pšenicu. U sredini grba se nalazi prikaz Tjan Šan planine okružen narodnim motivima kirgiskog naroda. Crvena zvijezda iznad grba je dodana 1948. godine. U donjem dijelu grba se nalaze srp i čekić. U sklopu grba se nalazi i moto SSSR-a "Proleteri svih zemalja, ujedinite se!" napisan na kirgiskom i ruskom jeziku. U dnu grba se nalaze natpis "Кыргыз С.С.Р.".
Grb je bio na snazi do 1992., kada je zamijenjen današnjim grbom Kirgistana.